# فورفوریل الکل
فورفوریل-الکل (به انگلیسی: Furfuryl alcohol) با فرمول شیمیایی C5H6O2 یک ترکیب شیمیایی با شناسه پاب‌کم ۷۳۶۱ است؛ که جرم مولی آن 98.10 g/mol می‌باشد.